# Lampugnano
Lampugnano – stacja metra w Mediolanie, na linii M1. Znajduje się na via Giulio Natta, w Mediolanie i zlokalizowana jest pomiędzy stacjami QT8 a Uruguay. Została otwarta w 1980.